# Бета Рей Білл
Бета Рей Білл (англ. Beta Ray Bill) — вигаданий персонаж, який з'являється в американських коміксах видавництва Marvel Comics. Дебютувавши в Бронзовому столітті коміксів, цей персонаж спочатку був задуманий як несподіванка; очевидний монстр, який несподівано виявляється великим героєм. Таким чином, Білл є першою істотою за межами скандинавського пантеону всесвіту Marvel, яка була представлена як гідна володіти молотом Тора, Мйольніром. Після початкового суперництва за володіння зброєю, іншопланетний воїн отримав свій власний бойовий молот, який отримав назву Штормобій, і вони примирилися як вірні союзники, продовжуючи битися пліч-о-пліч.
Бета Рей Білл з'являвся в інших продуктах Marvel, таких як анімаційні телесеріали, відеоігри та сувенірна продукція.

## Історія публікації
Бета Рей Білл дебютував в «The Mighty Thor» #337 (листопад 1983), будучи представленим як представник корбінітської раси.
Білл був створений Волтом Саймонсоном як нова концепція для коміксів про Тора. Саймонсон сказав:

| Я хотів почати з чистого аркуша і я подумав, що новий персонаж — це шлях до цього. Я навмисно створив Білла монстром, бо знав, що люди подивляться на нього і скажуть: «Боже мій, це ж злий хлопець». Я навмисно писав так, щоб ви не були впевнені на початку, хороший він хлопець чи поганий ... Я вибрав ім'я через його алітераційні якості. Спочатку я збирався назвати його Бета Рей Джонс, тому що мені дуже хотілося загальне ім'я. Я відчував, що Білл був звичайною людиною для цієї інопланетної раси ... Я видалив «Джонс», тому що ... у всесвіті Marvel було занадто багато Джонсів. |
Під час дискусії на тему «Тор у центрі уваги» на Балтиморському фестивалі коміксів 28 серпня 2010 року Саймонсон також заявив:

| Однією з найкрутіших речей у Торі були чари навколо Мйольніра та оригінальний напис на ньому. І я подумав, що це означає, що хтось інший може підняти цей молот і отримати цю силу, якщо він гідний! Тож з тої пори деякі інші великі персонажі, улюбленці людей, піднімали молот, Капітан Америка, Супермен, хто завгодно. Але до цього моменту ніхто ніколи не піднімав молот. Мені сподобалася ідея, що Кеп йде до ванної кімнати та бачить його, хапає і просто тягне, але не може. Тож це мав бути хтось новий. Це найпотужніша зброя скандинавських богів. Цей молот — зброя для вбивства. Ним вбивають Морозних велетнів та інших. Так от, Супермен не міг його взяти, тому що він ніколи нікого не вб'є, і молот це знає. Капітан Америка — надто патріотичний. Він занадто великий символ Америки, щоб бути обраним цим північним артефактом. Тож він не міг його отримати. Тому я створив Білла, він благородний і створений вбивати. Він має велике призначення як воїн, а також благородні здібності. Це робить його «гідним», що б це не було. Що стосується зовнішнього вигляду, то тоді комікси були такими самодостатніми історіями. Тому для Білла мені довелося зробити це в короткій формі. Це була історія з чотирьох випусків і вона була найдовшою за весь час моєї роботи над Тором. Ми повинні були взяти його, зробити з нього персонажа, якого впізнає молот. Тож я хотів, щоб Білл мав «монструозний» вигляд, щоб усі вважали його поганим хлопцем і після першого випуску я отримав листи, в яких писали: «Що це за чортівня? Чому цей монстр береться за молот, що з тобою не так?». Тож я почав з черепа, а потім зробив його трохи схожим на коня, з проміжком за зубами. Але коні — прекрасні створіння. Отже, я прагнув до відчуття смерті, відчуття монстра, підкресленого красою. Його костюм був таким же, щоб у ту хвилину, коли ви бачите цей образ, коли він вдаряє палицею і стає «Бета Рей Тором» або як його там, ви знаєте: «Гаразд, цей хлопець має силу Тора». Ось чому у Білла було жахливе обличчя, ось чому все було зроблено так, як було зроблено. |
Введення персонажа продовжилося в «Thor» Том 1 #338-340. Він продовжував спорадично з'являтися в «Thor». З'явився в кросовері «Maximum Security» в січні 2001 року і кросовері «Secret Invasion» у 2008 році. З'являвся в шестисерійній мінісерії «Stormbreaker: The Saga of Beta Ray Bill» і двох його продовженнях, односерійному «Beta Ray Bill: The Green of Eden» і трисерійному «Beta Ray Bill: Godhunter». У 2021 році вийшла мінісерія з протистоянням проти Фін Фанґ Фумом.

## Вигадана біографія

### Передісторія
Палаюча Галактика була знищена через махінації Суртура. Корбініти, що вижили, вирішили обрати лідера, за яким вони підуть до свого нового дому. Корбініт, відомий як Бета Рей Білл, досяг успіху. Вони зібрали свій флот, перейшли у стазис і пішли за кораблем Бети, «Скаттлбатт». Білл бився з легіонами демонів, посланих Суртуром.

### Штормобій
Коли флот наблизився до галактики Чумацький Шлях, його виявив супутник Щ.И.Т., Нік Ф'юрі попросив Тора провести розслідування. Тор був визнаний кораблем загрозою, тому Бета Рей Білл бився з ним. Під час битви Тор був відділений від свого молота, Мйольніра, і повернувся до Дональда Блейка. З цікавості Білл підняв Мйольнір і молот визнав його гідним, надавши йому силу Тора. «Скаттлбатт» приземлився, але обидва були перенесені Одіном в Асґард. Білл сказав, що молот повинен залишитися у нього, оскільки він виграв його чесно.
Згодом Одін наказав обом битися в Скартгеймі на смерть, щоб побачити, хто по-справжньому гідний молота. Корбінітська фізіологія Білла дала йому деяку перевагу в заповненому лавою царстві й він зміг перемогти. Однак відмовився забрати життя Тора. Вважається, що Одін вибрав це місце, щоб ще більше перевірити гідність Білла і провчити Тора. Мйольнір був повернутий Тору, а Одін наказав створити для Білла Штормобій. Білл продовжував захищати свій народ і допомагати асам. Він особливо зблизився з Сіф, яка супроводжувала його в битвах з демонами Суртура.

### Корпус Торів
У якийсь момент загадкова хвороба, здавалося, вбила корбінітів, але вони змогли відродитися. Білл провів час в космосі в складі Зоряних майстрів і був покликаний приєднатися до своїх колег-метальників Тора, Громошквала і Дарґо Ктора, щоб битися як Корпусом Торів. Його тіло на короткий час було переналаштовано на використання космічних, а не містичних сил за допомогою спеціального синтезу Одіна та Срібного серфера.

### Раґнарок
Роки потому, задовго після того, як Білл знайшов новий дім для свого народу, Раґнарок навис над Асґардом і Білл, притягнутий асґардійською магією у своєму молоті, повернувся, щоб битися пліч-о-пліч з уцілілими асґардійцями у фінальній битві, перетворивши Фенріса на скелет по своєму прибуттю в покарання за те, що той погрожував ослабленому Тору. Він бився люто, бажаючи померти разом з асами у вирішальній фінальній битві проти сил Суртура. Але Тор відправив його назад до свого народу, попросивши зберігати пам'ять про Асґард і шанувати його пам'ять.

### Протистояння Ґалактусу
З великою неохотою Білл пішов з Асґарду. Корбініти влаштувалися на новій планеті, але опинилися в небезпеці через наближення ворога. Біллу докоряли за те, що він занадто багато часу проводить з асґардійцями. Його старий суперник Альфа Рей навіть намагався саботувати його зусилля, щоб довести, що він більше не гідний бути захисником раси. Ворогом насправді був Ґалактус з новим вісником, на ім'я Зоряний Пил. Планета була втрачена, а частина флоту знищена. Зоряний пил продовжував атакувати Білла, оскільки Ґалактус живився енергією планети. Під час їхньої битви злий Астерот був помилково звільнений зі своєї в'язниці порталом, який відкрив Зоряний пил. Астерот був переможений, а Білл врешті-решт опинився на Землі. З тої пори він пов'язав свою долю з людиною, на ім'я Саймон Волтерс.

### Громадянська війна
Після Громадянської війни Білл в образі Саймона Волтерса був змушений магічними силами вирушити до Канади. Там він знайшов Екіпаж Руйнівників, який влаштував бунт в музеї. Прагнучи захистити невинних перехожих, Саймон перевтілився в Бета Рей Білла й вступив у боротьбу з магічно керованими головорізами. І завдяки нещодавньому збільшенню їхніх сил магічною сутністю битва між ними звелася до нічиєї. Але незабаром прибув новий загін Омеги, щоб врятувати свого товариша по команді Снігову людину, в якого на той час вселився демонічний Танарак. Під час битви орди демонів розійшлися по всьому місту, спричинивши масовий хаос. Після того, як Екіпаж і Снігова людина були в безпеці, Бета Рей Білл повів демонів назад у портал, в той час, як інший член екіпажу Омеги, Вартовий, знищив портал позаду них, закриваючи його. Після цього Бета Рей Білл опинився в пастці в тому іншому вимірі, борючись з ордами демонів.

### Вторгнення скруллів
Якимось чином Біллу вдалося втекти з того виміру і потрапити в полон до скруллів. У рамках свого вторгнення вони препарували та катували Білла, щоб дізнатися більше про нього і вивчити його генетичний матеріал. Вони також вивчали молот Білла. Якось зумівши врятуватися, Білл втік на Землю, де приземлився в Асґарді, штат Оклахома. Тут його друг Тор допоміг зцілити Білла. Прокинувшись, Білл попередив своїх співвітчизників-асґардійців про загрозу, що насувається, з боку скруллів. Після того, як Тор віддав Біллу свій Мйольнір, щоб Дональд Блейк зміг допомогти сусідньому місту, на Асґард повалився потік скруллів. Після перемоги над більшістю їхніх сил, прибув Супер-Скрулл і побив Білла його власним молотом, який вони переробили та використовували для цього Супер-Скрулла.

## Сили й здібності
Життєві сили та свідомість Бета Рей Білла були перенесені вченими його раси в тіло інопланетного хижого конячого звіра, який був біонічно перебудований на кіборга. Завдяки високорозвиненій генній інженерії та імплантатам, Бета Рей Білл володіє величезною надлюдською силою, швидкістю, витривалістю і витривалістю, а також значно подовженою тривалістю життя. Бета Рей Білл також є чудовим бійцем рукопашного бою. Його бойова доблесть така, що він зміг поставити в глухий кут Тора, який вважається одним з найкращих рукопашників у всесвіті Marvel.
Зброя Бета-Рея Білла, Штормобій, також має ті ж властивості, що і молот Тора, Мйольнір і охоплює здатність трансформуватися в тростину при ударі об землю і повертати Білла в його незмінну корбінітську форму.
У Бета Рей Білла є напарник у вигляді корбінітського розумного військового корабля, на ім'я Скаттлбатт. Та ж технологія, яка перенесла свідомість Білла в його тіло кіборга, також була використана для перенесення свідомості невідомого корбініта у великий бойовий крейсер, оснащений медичним, вантажним і гуманітарним обладнанням і устаткуванням для спроби вивезти людей Білла з планети, щоб уникнути нападу Ґалактуса. Лояльний Скаттлбатт часто використовує свої медичні засоби для відновлення тканин та імплантатів Білла від пошкоджень після боїв.

## Видання
| Назва                                        | Випуски | Дата публікації | ISBN           |
| -------------------------------------------- | --- | --------------- | -------------- |
| The Mighty Thor: The Ballad of Beta Ray Bill | The Mighty Thor #337–340                                                                                               | Грудень 1989    | 978-0871356147 |
| Stormbreaker: The Saga of Beta Ray Bill      | Stormbreaker: The Saga of Beta Ray Bill #1-6                                                                           | Вересень 2005   | 978-0785117209 |
| Thor: Ragnaroks                              | Stormbreaker: The Saga of Beta Ray Bill #1-6 та Thor: Blood Oath #1-6, Thor (vol. 2) #80-85                            | Жовтень 2017    | 978-1302907945 |
| Beta Ray Bill: Godhunter                     | Beta Ray Bill: Godhunter #1-3 та Secret Invasion Aftermath: Beta Ray Bill — The Green of Eden                          | Листопад 2009   | 978-0785142324 |
| Annihilation: Scourge                        | Annihilation — Scourge: Beta Ray Bill and Annihilation — Scourge: Alpha, Nova, Silver Surfer, Fantastic Four and Omega | Березень 2020   | 978-1302921699 |
| Beta Ray Bill: Argent Star                   | Beta Ray Bill #1-5 | Грудень 2021    | 978-1302928124 |